# Valiha

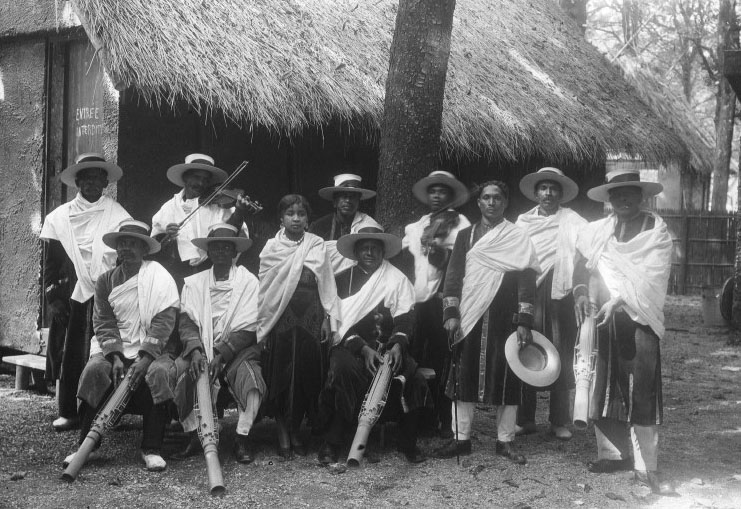
Orkiestra w Paris World Exposition z 1931

Valiha – muzyczny instrument strunowy z grupy szarpanych, pochodzący z Madagaskaru. Dźwięki wydobywane są z niego poprzez szarpanie strun rozpiętych wzdłuż rury stanowiącej jednocześnie rezonator.